# ドリーム号 (東京 - 四国)
ドリーム号（ドリームごう）は、国鉄バスが運行を開始し、現在はJRバスグループとその共同運行会社により夜間に運行される長距離高速バスの夜行便の名称であるが、本稿ではそのうち、ジェイアールバス関東とジェイアール四国バスの2社により運行される、東京と四国地方を結ぶ路線について記述する。
2021年4月1日現在、以下の系統が運行されている。
- ドリーム阿南・徳島号：千葉県浦安市・東京都千代田区と兵庫県南あわじ市・徳島県徳島市・同阿南市を結ぶ。

2019年12月5日からドリーム阿南・徳島号は特定日運行となり、ジェイアールバス関東便は徳島バスが運行を受託し、同社のエディ号車両で運行されている。
2020年3月1日までは千葉県浦安市・東京都千代田区と愛媛県松山市を結ぶドリーム松山号が運行されていたが、同日限り（松山から東京行は前日の2020年2月29日出発便）を以って運行を休止した。休止直前はジェイアール四国バスの単独運行であった。また、同年7月31日までは千葉県浦安市・東京都千代田区と香川県高松市・坂出市・観音寺市を結ぶドリーム高松号も運行されていたが、同日限り（東京から観音寺行は翌日の2020年8月1日出発便）を以って運行を休止した。このほか、2021年3月31日まで千葉県浦安市・東京都千代田区と徳島県徳島市・高知県高知市を結ぶドリーム高知・徳島号も運行されていたが、翌4月1日に廃止された。
この他に本稿ではかつて運行されていたドリーム高知号、ドリーム徳島号、ドリーム高松・松山号、ドリーム徳島・高知号、ニュードリーム徳島・高松号、ドリーム徳島・高松号についても記述する。

## 路線概説
「ドリーム高松号」は、1989年10月14日に東京駅 - 高松駅間で運行を開始した。ジェイアールバス関東としては初めて四国に乗り入れた路線であり、四国旅客鉄道（JR四国）としては初の夜行路線で、なおかつジェイアール四国バス現存最古の高速路線である。当初は瀬戸中央自動車道と坂出駅を経由して高松駅に向かっていた。
四国高速バスとの関係は、高松発着の京阪神方面や四国内（こちらは共同運行）の系統とは対照的に競合関係になっている（名古屋方面、丸亀発着の阪神方面も同様）。
「ドリーム松山号」は1990年5月2日に東京駅 - 松山駅間で運行を開始した。同路線は1997年4月にジェイアールバス関東が運行を休止し、JR四国の単独運行となった。
「ドリーム高知号」は、1991年5月1日に東京駅 - 高知駅間で運行を開始した路線で、ドリーム号としては3番目の四国方面路線である。他の四国方面へ乗り入れるドリーム号と同様、瀬戸大橋経由であった。現在の「ドリーム高知・徳島号」はJRバスの路線では最長距離であり、在京バス事業者が定期的に運行する路線（いわゆる新高速乗合バス、臨時便を除く）でも最長距離である。「ドリーム松山号」の休止前は同路線がJRバス最長距離（民鉄系バス会社も含めると「はかた号」（西日本鉄道）、「萩エクスプレス」(防長交通)に次いで3番目）であった。
1999年12月20日より「ドリーム高松号」と「ドリーム松山号」を統合し、東京駅 - 高松駅・松山駅間の「ドリーム高松・松山号」として再出発。この際に再びJRバス関東が松山駅に乗り入れることとなった。2000年にはダブルデッカー車（三菱ふそう・エアロキング）が導入され、JR四国では初めてのダブルデッカー車となった。2001年12月には瀬戸中央自動車道経由から神戸淡路鳴門自動車道経由に変更され、現在の停車順となった。2006年4月からは東京ディズニーランド発着となっている。2013年3月11日には「ドリーム高松・松山号」は香川県内の停車を廃止、再び「ドリーム松山号」となった。この結果JRバス関東の香川県への定期乗り入れは消滅した。
一方、2001年7月1日より「ドリーム高知号」は明石海峡大橋経由になって、徳島県内の高速道路上のバスストップの上板バスストップ・脇町バスストップ・三好バスストップに停車するようになり、初めて徳島県にもドリーム号が乗り入れることになった。
2002年9月2日より「ドリーム高知号」は徳島駅経由になった。2004年12月17日より「ニュードリーム徳島・高松号」が新宿駅 - 徳島駅・高松駅間で運行を開始。2005年11月1日より、「ドリーム高知号」は高速鳴門・松茂に停車するようになり、同年12月1日からは愛称も「ドリーム徳島・高知号」に変更された。同時に「ニュードリーム徳島・高松号」は東京駅発着（新宿駅・中央道経由）に変更され、「ドリーム徳島・高松号」に変更されている。
さらに、2006年7月20日より「ドリーム徳島・高松号」は高松系統と徳島系統に系統分割されることになった。この際に高松系統の愛称が「ドリーム高松号」となり丸亀駅発着（2010年4月1日に観音寺駅に延長、丸亀駅乗り入れを廃止）になった。また、徳島系統は「ドリーム徳島号」を名乗り、徳島駅経由で阿南駅発着になった。「ドリーム徳島・高知号」については、徳島駅は経由せず、新たにはりまや橋と土成バスストップに停車することになった。この際に愛称の変更は行なわれていなかったが、2007年4月20日出発便より、愛称が「ドリーム高知号」に変更された。
「ドリーム高松号」は2020年7月31日の高松発、8月1日の東京発をもって運行休止、2021年4月1日には「ドリーム高知・徳島号」が廃止された。
バスタ新宿については、発着枠の関係で各便とも2号車以降は乗り入れできず通過となる。

## 運行会社
- ジェイアールバス関東
  - 「ドリーム阿南・徳島号」の同社運行便は徳島バスに委託
- ジェイアール四国バス
  - 「ドリーム阿南・徳島号」は徳島支店が担当

## 運行経路および停車停留所

### ドリーム阿南・徳島号
東京ディズニーランド（1号車のみ停車） - 東京駅（乗車：八重洲南口、降車：日本橋口） - （国道20号） - バスタ新宿（1号車のみ停車） - 池尻大橋<上り降車のみ> - （首都高速3号渋谷線） - （東名高速道路） - （伊勢湾岸自動車道） - （東名阪自動車道） - （新名神高速道路） - （名神高速道路） - （中国自動車道） - （山陽自動車道） - （神戸淡路鳴門自動車道） - 志知 - 高速鳴門 - 松茂 - 徳島駅 - 小松島 - 那賀川 - 阿南駅
※休憩箇所は足柄SAと室津PA。乗務員の交代は浜松SAと甲南PAでも行われる。
※バスタ新宿については発着枠の関係で2号車以降は乗り入れできず通過となる。

## 沿革
- 1989年（平成元年）10月14日 - 「ドリーム高松号」運行開始[9]。
- 1990年（平成2年）5月2日 - 「ドリーム松山号」運行開始[5][9]。
- 1991年（平成3年）
  - 5月1日 - 「ドリーム高知号」運行開始[9]。
  - 6月17日 - 「ドリーム高松号」、運行時間を20分短縮[10]。
- 1992年（平成4年）2月15日 - 「ドリーム高知号」、高知自動車道の川之江JCT - 大豊IC間の開通により運行時間を1時間短縮[11]。
- 1993年（平成5年）
  - 7月 - 「ドリーム高知号」、上り便の高知駅発を50分繰り下げ。
  - 12月 - 各系統とも運行時間を15分短縮。
- 199x年 - 「ドリーム松山号」、運行時間を20分短縮。
- 1997年（平成9年）4月 - 「ドリーム松山号」がJR四国の単独運行となる。バス停追加（松山インター口）。
- 1998年（平成10年）3月 - 各系統とも運行時間を10分短縮。
- 1999年（平成11年）12月20日 - 「ドリーム高松号」と「ドリーム松山号」を統合、「ドリーム高松・松山号」としてジェイアールバス関東・JR四国の2社で運行開始[6]（ジェイアールバス関東の松山乗り入れが復活）。
- 2000年（平成12年）4月21日 - 「ドリーム高松・松山号」ダブルデッカー（2階建バス）導入。JR四国はオレンジ色のラインをピンク色のラインに変更した2階建て車を導入。
- 2001年（平成13年）
  - 7月1日 - 「ドリーム高知号」が瀬戸中央自動車道経由から神戸淡路鳴門自動車道経由にルート変更。バス停新設（上板BS、脇町BS、三好BS）。
  - 12月20日 - 「ドリーム高松・松山号」が瀬戸中央自動車道経由から神戸淡路鳴門自動車道経由に変更[12]、バス停追加（高速大内）。高松駅と坂出駅の停車順を入れ替え。レディースシートを設置。
- 2002年（平成14年）
  - 7月26日 - 「ドリーム高知号」JR四国高知自動車営業所に導入されたダブルデッカー車での運行開始。この車は他車と同様のオレンジ色ラインで導入。
  - 9月2日 - 「ドリーム高知号」が徳島駅への乗り入れを開始[7]。レディースシートを設置。
- 2004年（平成16年）
  - 4月 - ジェイアール四国バス松山支店に2台目のダブルデッカー（2階建バス）導入。
  - 6月 - ピンク色のラインの2階建て車を他車と同様のオレンジ色のラインに変更。
  - 12月17日 - 「ニュードリーム徳島・高松号」が新宿駅 - 徳島駅経由高松駅間で運行を開始[8]。
- 2005年（平成17年）
  - 11月1日 - 「ドリーム高知号」にバス停追加（高速鳴門・松茂）。
  - 12月1日 - 「ニュードリーム徳島・高松号」、東京駅発着（新宿駅経由）となり、「ドリーム徳島・高松号」と改称。「ドリーム高知号」が「ドリーム徳島・高知号」と改称。
- 2006年（平成18年）
  - 4月1日 - 「ドリーム高松・松山号」、東京駅 - 東京ディズニーランド間を延長。
  - 5月1日 - 「ドリーム徳島・高知号」、高知インター南バスターミナルに停車。
  - 7月20日 - 「ドリーム徳島・高松号」が「ドリーム徳島号」と「ドリーム高松号」に分割。「ドリーム高松号」を丸亀駅に、「ドリーム徳島号」を阿南駅にそれぞれ延長。「ドリーム徳島・高知号」の徳島駅経由を中止、はりまや橋・土成BSに停車。
- 2007年（平成19年）
  - 4月20日 - 「ドリーム徳島・高知号」、愛称を「ドリーム高知号」に変更。
  - 12月1日 - 同日着の便より東京駅の到着場所が日本橋口に変更となる。
- 2008年（平成20年）
  - 1月16日 - 「ドリーム高松号」「ドリーム高知号」「ドリーム徳島号」がいずれも新木場駅発着となる。また、「ドリーム高松号」と「ドリーム徳島号」は上り便が池尻大橋（降車のみ）に停車。
  - 7月12日 - 「ドリーム高松・松山号」のジェイアール四国バス担当便にプレミアムシート（1階3席、座席料金2,300円）を導入。
  - 12月25日 - 「ドリーム高知号」のジェイアール国バス担当便にプレミアムシートを導入。
- 2009年（平成21年）
  - 6月30日 - 「ドリーム高松号」のジェイアール四国バス担当便2階席にマイカーテン（フェイスカーテン）を導入。
  - 7月1日 - 「ドリーム高松号」のジェイアール四国バス担当便にプレミアムシートを導入。
  - 7月31日 - 「ドリーム高知号」のジェイアール四国バス担当便2階席にマイカーテン（フェイスカーテン）を導入。
  - 8月6日 - 「ドリーム高松・松山号」のジェイアール四国バス担当便2階席にマイカーテン（フェイスカーテン）を導入。
  - 11月19日 - 「ドリーム徳島号」のジェイアール四国バス担当便にプレミアムシートと2階席にマイカーテン（フェイスカーテン）を導入。
- 2010年（平成22年）4月1日 - 「ドリーム高松号」を観音寺駅まで路線延長、丸亀駅乗り入れを廃止。「ドリーム高松号」「ドリーム高松・松山号」の坂出市内の停車箇所が坂出駅から坂出インターバスターミナルに変更。
- 2011年（平成23年）10月1日 - 「ドリーム高松・松山号」の高速大内・高速志度停車、「ドリーム高松号」の善通寺インターバスターミナル乗り入れ、「ドリーム高知号」の松茂・高速鳴門・霞ヶ関（降車のみ）停車をいずれも廃止。「ドリーム高知号」は池尻大橋（降車のみ）・新宿駅に停車。
- 2012年（平成24年）
  - 4月1日 - 「ドリーム高松・松山号」が三島川之江インター停車開始。「ドリーム高知号」の上板バスストップ停車を廃止。JR「みどりの窓口」での発売を終了。
  - 7月20日 - 「ドリーム徳島号」がジェイアールバス関東の単独運行となる[13][14][15]のに伴い、「ドリーム高松号」がJR四国バスの単独運行となる[16][17]。
  - 12月21日 - 年末年始の多客期に限り、「ドリーム高松・松山号」を運休し、これを系統分割した「ドリーム高松91・92号」「ドリーム松山91・92号」として運行（2013年1月6日発便まで）。「ドリーム松山91・92号」は香川県内を素通りし、「ドリーム高松91・92号」は通常便の「ドリーム高松号」と同様観音寺駅行となる（ただし高松道内の停留所には停車しない）[18]。
- 2013年（平成25年）3月11日 - 「ドリーム高松・松山号」の香川県内停留所（高松中央インターバスターミナル、ゆめタウン高松、高松駅、坂出インターバスターミナル）の停車を廃止して「ドリーム松山号」に改称するとともに、新宿駅経由に変更（霞が関への停車を廃止）。これによりジェイアールバス関東の香川県内乗り入れが消滅。あわせて関東 - 四国間全系統において運賃を乗車日ごとに細分化。
- 2014年（平成26年）
  - 3月29日 - この日限りで「ドリーム&東京フリーきっぷ」の販売を終了。
  - 4月1日 - 「ドリーム&東京メトロきっぷ」の販売を開始。
- 2018年（平成30年）
  - 7月21日 - 一部便の運行会社および車両を変更（「ドリーム徳島号」がジェイアールバス関東とジェイアール四国バスの共同運行となる）[19]。
  - 12月21日 - この日より「ドリーム高松号/高知号/徳島号」の新木場駅乗り入れを廃止、東京ディズニーランド始発・終着に変更[20]。
- 2019年（令和元年）
  - 12月1日 - この日より「ドリーム高知号」は、愛称を「ドリーム高知・徳島号」に改称し、徳島駅・松茂・高速鳴門に停車。また、「ドリーム徳島号」の毎日運行を終了[21]。
  - 12月5日 - この日より「ドリーム阿南・徳島号」の特定日運行を開始。ジェイアールバス関東(委託先：徳島バス)とジェイアール四国バスの共同運行[22]。
- 2020年（令和2年）
  - 3月1日 - この日限りで「ドリーム松山号」の運行を休止（上り便は前日の2月29日限りで休止）[2]。
  - 3月29日 - ダイヤ改正で「ドリーム阿南・徳島号」の起終点を東京ディズニーランドに改正[23]したが、新型コロナウイルスの影響により運行されず。同時に四国発着のドリーム号の東京ディズニーランド発着の加算運賃を100円から300円に値上げ。
  - 4月5日 - 新型コロナウイルス感染拡大の影響により、各路線ともこの日の出発便より（「ドリーム高松号」「ドリーム阿南・徳島号」東京発の便は翌4月6日より）運休[24]。
  - 8月1日 - この日の東京発（高松発は前日の7月31日）をもって「ドリーム高松号」の運行を休止[3]。同年4月4日の出発便（東京発は翌4月5日の出発便）が事実上の最終運行となった[25]。
  - 10月27日 - 阿南駅発東京ディズニーランド行きより運行再開。
- 2021年（令和3年）
  - 4月1日 - 「ドリーム高知・徳島号」が廃止[26]。2020年4月4日の出発便が事実上の最終運行となった[4]。
  - 4月22日 - この日の出発便（東京発は翌23日）より5月16日（東京発は翌17日）まで「ドリーム阿南・徳島号」が運行再開[27]。
  - 5月20日 - この日の出発便（東京発は翌21日）より「ドリーム阿南・徳島号」が再度運休[27]。
  - 11月25日 - 特定日[28]限定で「ドリーム阿南・徳島号」運行再開。（ジェイアールバス関東が全便担当）
- 2024年（令和6年）
  - 8月1日 - 志知に停車開始。
  - 10月4日 - この日の出発便より2階建てバス（スカニア車両）を運行開始した(ジェイアール四国バス担当便のみ。)[29]。

## 使用車両
両社とも、独立3列シートの三菱ふそう・エアロキング、三菱ふそう・エアロエースが使用される。長距離を走行することから、京阪神発着のバスと比べ車内設備のグレードが高く、ジェイアール四国バスの車両はプレミアムドリーム号のスーパーシートに近い装備のシートを持っている。
さらに2008年7月12日からは「ドリーム高松・松山号」、同年12月25日からは「ドリーム高知号」、2009年7月1日からは「ドリーム高松号」、同年11月19日からは「ドリーム徳島号」（いずれもジェイアール四国バス車両のみ）の1階席を3席のみのプレミアムシートにした車両が投入された。
また、「ドリーム徳島号」は2012年7月20日よりJRバス関東の単独運行となったが、その際1階は4列シート、2階の前方はプレミアムシートという専用車両が投入された（同車は2018年7月21日より「ドリーム高知号」に転用）。
なお、2006年度にジェイアールバス関東からジェイアール四国バスにリースされ、高松支店に配属、さらに同高知支店に転属した車両（三菱ふそう・エアロキング）があり、塗色、車番 (D674-01505) はジェイアールバス関東時代のままで、「JR BUS KANTO」のロゴが消され、車体後方部に表示されている「JRバス関東」の文字が「JR四国バス」に変更された（画像参照）。主に「ドリーム徳島・高知号」の続行便に使用されていた。その後は徳島支店への転属を経て、現在はジェイアールバス関東に返却されている。
2019年12月5日に運行を開始した「ドリーム阿南・徳島号」では日野・セレガ（徳島バス所有）も使用される。

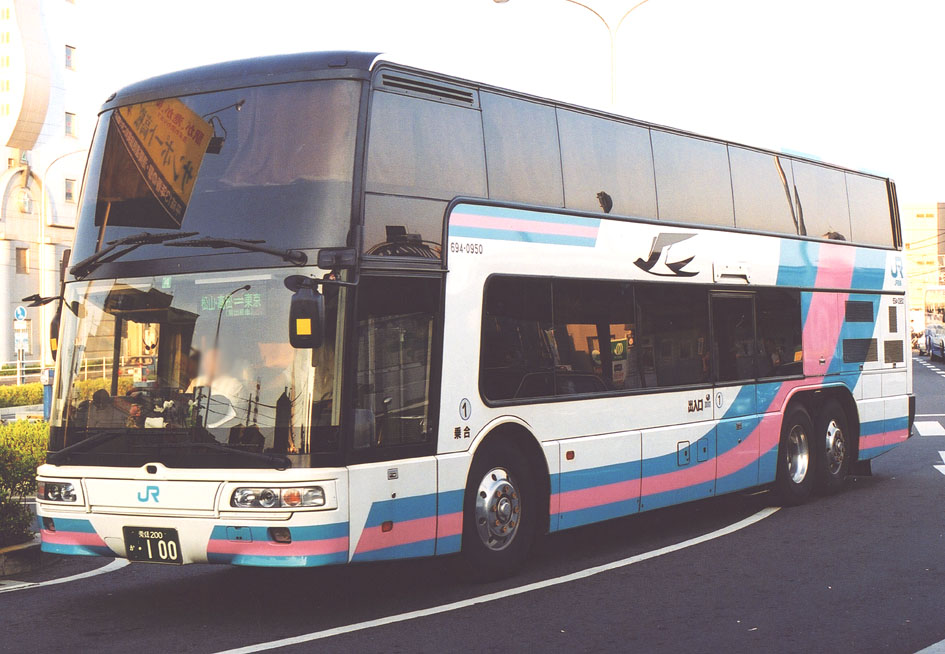
JR四国エアロキング導入1号車両（のちに塗装変更され、現在は廃車）
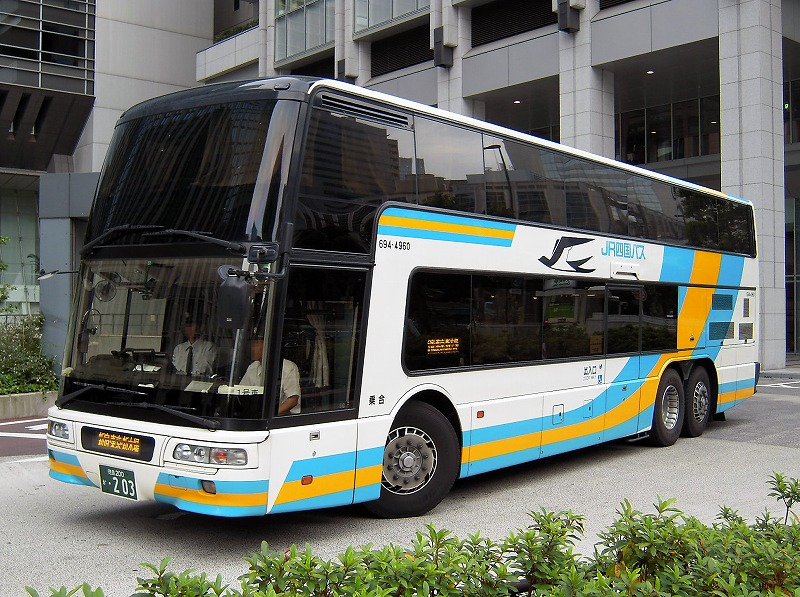
ドリーム徳島号（ジェイアール四国バス）
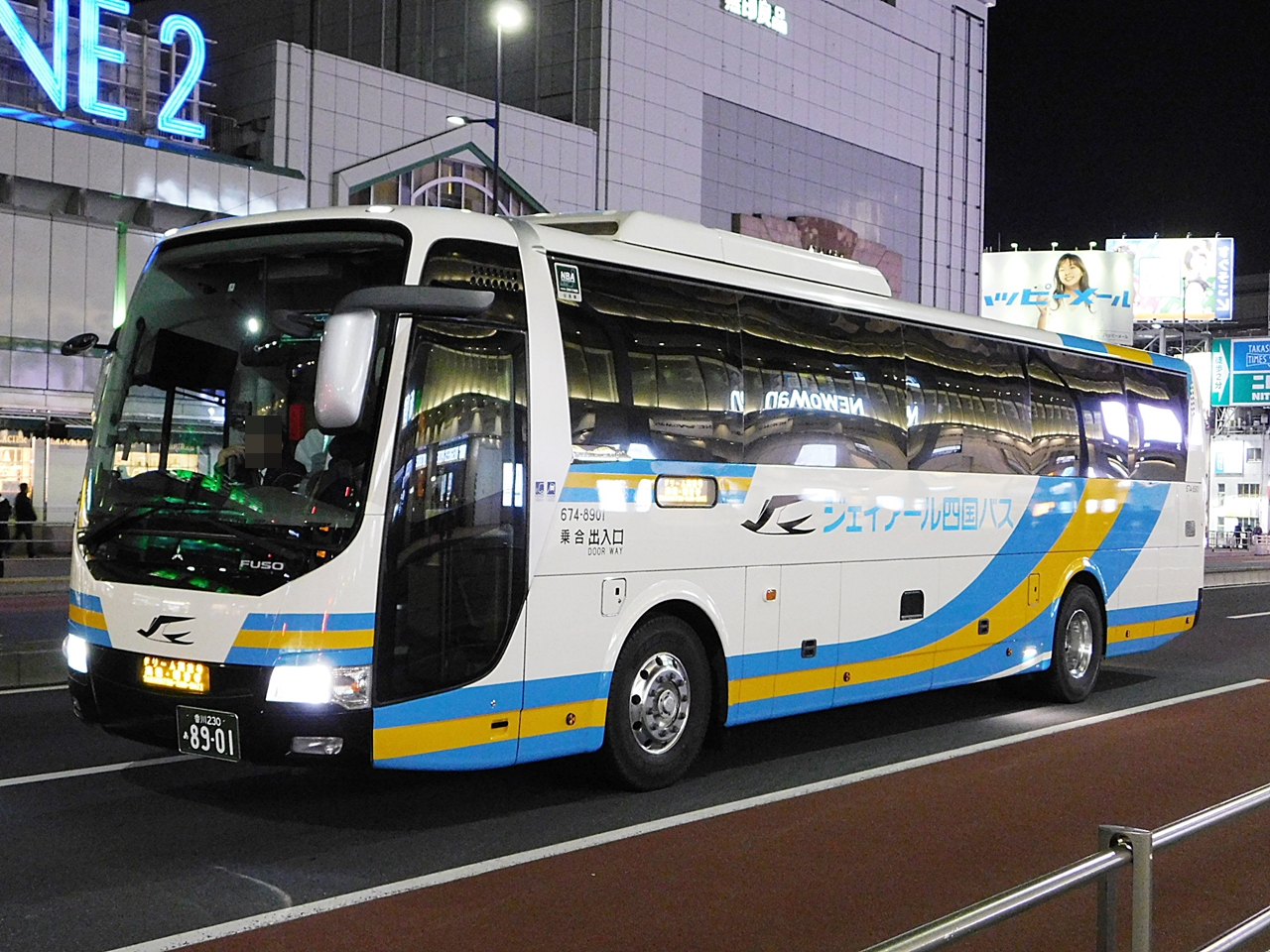
ドリーム高松号（ジェイアール四国バス）
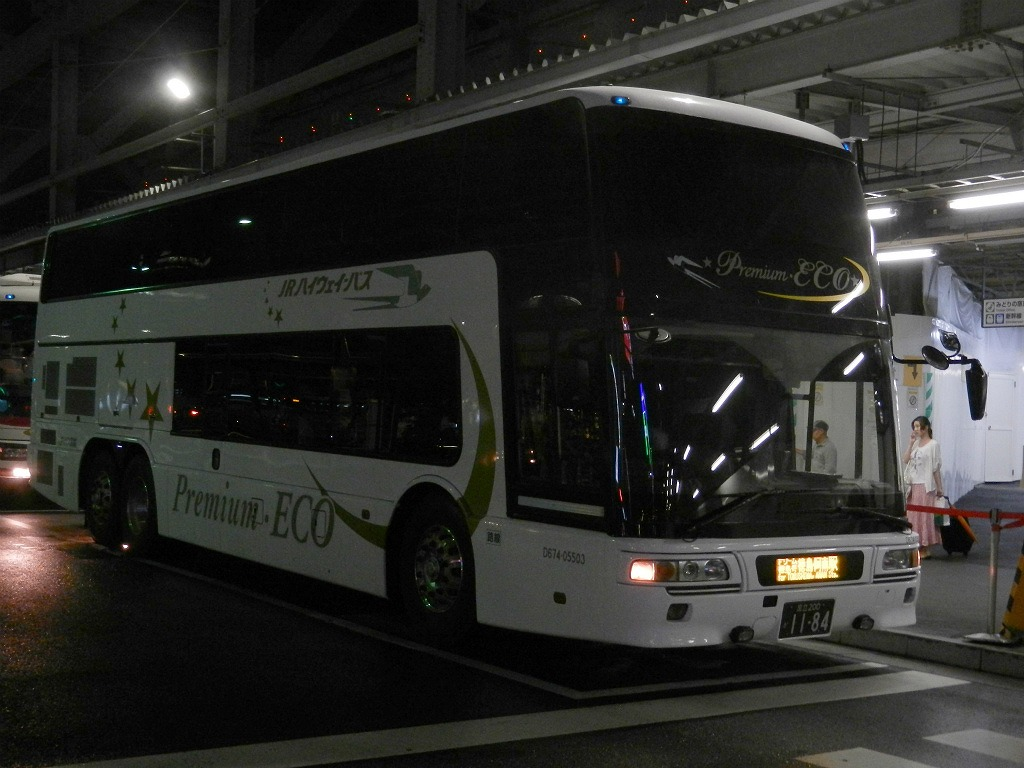
ドリーム徳島号に導入されたプレミアムエコ車両（ジェイアールバス関東）
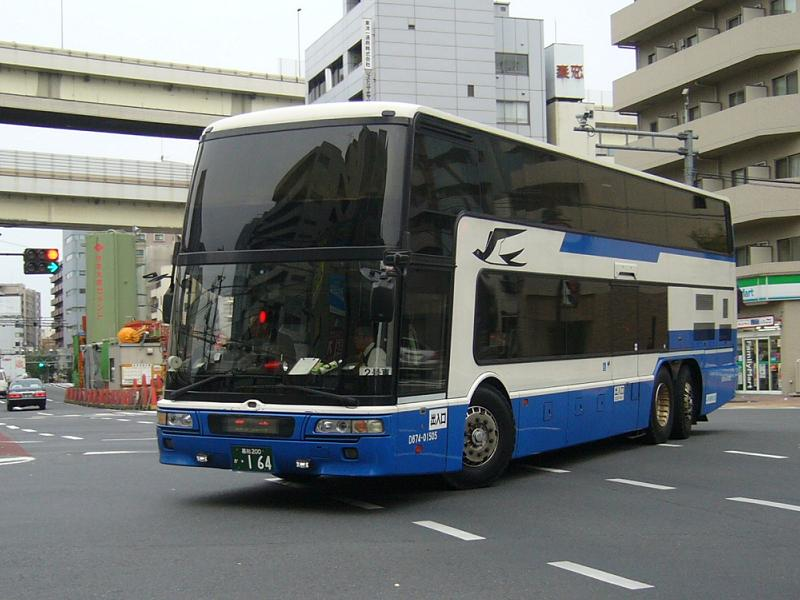
ジェイアールバス関東からジェイアール四国バスにリースした車両（のちリースバック→現在は廃車）
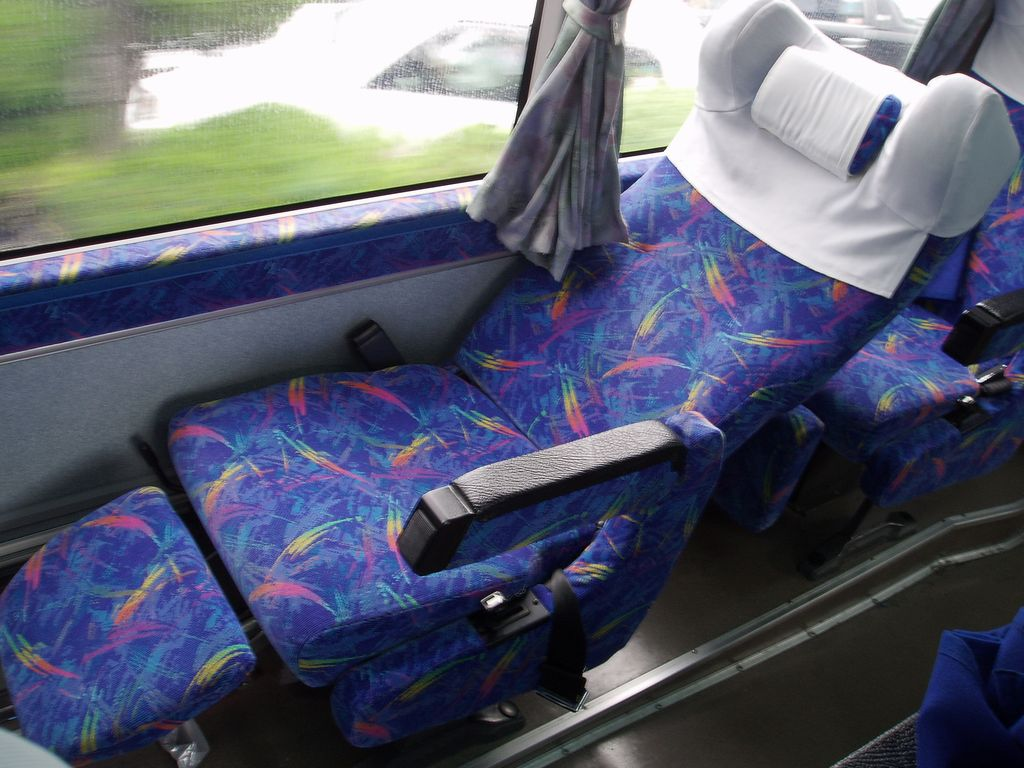
ドリーム高松・松山号（ジェイアール四国バス）の座席
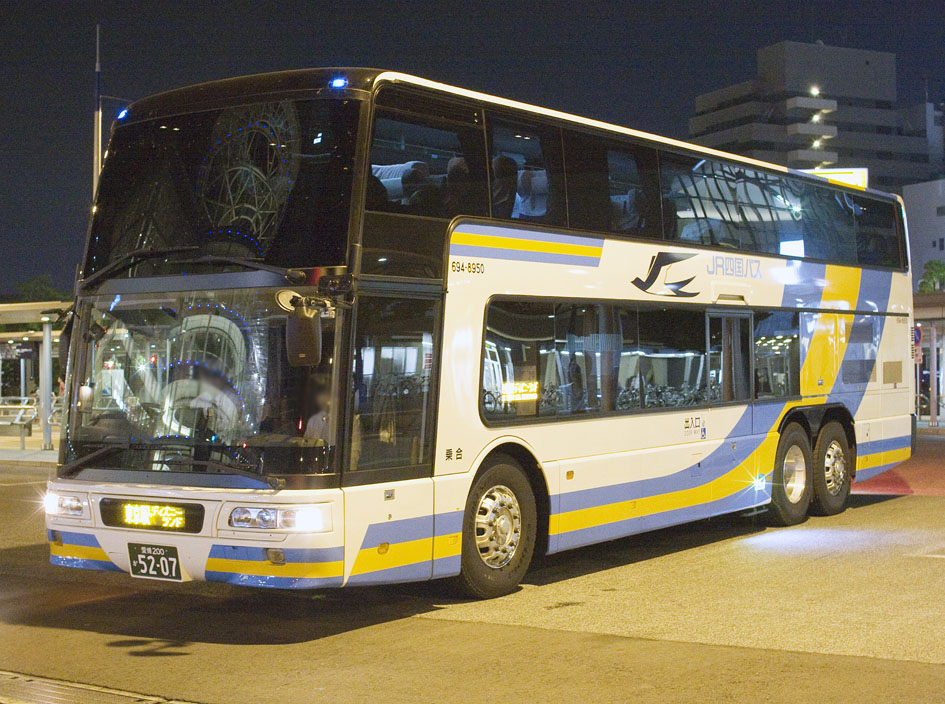
ジェイアール四国バスに投入されたエアロキング
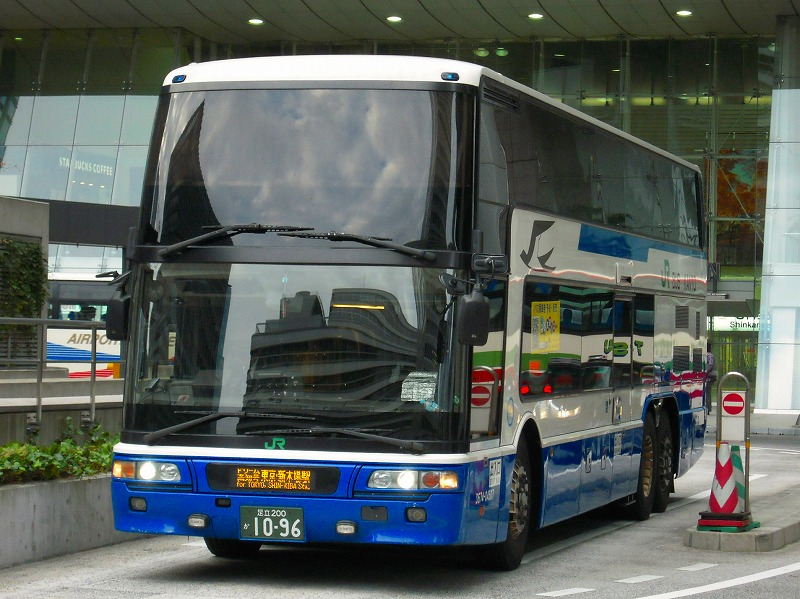
ジェイアールバス関東が運行するドリーム徳島号

## その他
2007年4月1日から2008年3月31日まで、「ドリーム高松・松山号」「ドリーム高松号」と小豆島急行フェリー高松 - 小豆島（土庄）間の往復をセットにした「瀬戸内ストーリー 東京・小豆島連絡きっぷ」を発売していたが、同年4月1日以降も2009年3月31日まで延長して発売している。

## 競合路線
- ハローブリッジ号（四国高速バス・西東京バス）
- オレンジライナーえひめ号（伊予鉄バス・西東京バス）
- パイレーツ号（東急バス・瀬戸内運輸）
- エディ号（京浜急行バス・徳島バス）- 2021年3月15日をもって路線廃止。
- ブルーメッツ号（小田急ハイウェイバス・とさでん交通）
- スマイルライナー（高知駅前観光）
- コトバスエクスプレス（琴平バス）
- マイエクスプレス（海部観光）